# Marcus Garvey
Marcus Garvey (Saint Ann's Bay, Jamaica, 17 augustus 1887 – Londen, 10 juni 1940) was een van de pioniers in de strijd om burgerrechten voor de zwarte bevolking in de Verenigde Staten. Garvey richtte in 1914 in Jamaica de Universal Negro Improvement Association (UNIA) op, welke vanaf 1917 ook actief werd in de Verenigde Staten.

## Biografie
Marcus Mosiah Garvey werd geboren in Saint Ann's Bay aan de noordkust van Jamaica. Zijn ouders waren Marcus Mosiah Garvey Sr., een metselaar en Sarah Jane Richards, een werkster en landbouwster. Zowel zijn vader als een oom hadden een uitgebreide bibliotheek waarin de jonge Marcus veel las. Na onderwijs genoten te hebben ging hij op zijn 14e naar Jamaica’s hoofdstad Kingston en vond daar werk als letterzetter bij een drukkerij en later als hoofd-drukker en voorman. Hij zou in 1907 vicevoorzitter van een vakbond worden en werd in 1908 ontslagen, omdat hij meedeed aan een staking van drukkers.
Na een periode bij een overheidsdrukker gewerkt te hebben, ging Garvey in 1910 reizen door Centraal-Amerika en het Caraïbisch gebied. Hij woonde in Costa Rica en Panama, terwijl hij op een bananenplantage werkte. Hij reisde verder door Europa en woonde ook van 1912 tot 1914 in Londen, waar hij colleges volgde en andere invloeden ontving.
Na zijn Jamaicaanse ervaringen – waar ras altijd op de achtergrond meespeelde - en door zijn reizen en migraties raakte Garvey overtuigd van de noodzaak alle zwarten internationaal te verenigen om hun achtergestelde positie te verbeteren.

### Activist
Garvey richtte in 1914 in Jamaica de Universal Negro Improvement Association (UNIA) op, die vanaf 1917 ook actief werd in de Verenigde Staten. In 1916 migreerde Garvey naar de Verenigde Staten en richtte daar de eerste afdeling van de UNIA buiten Jamaica op. Met als basis Harlem, New York poogde Garvey de zwarten in de VS te verenigen.
Garvey wilde Afrikanen en de Afrikaanse diaspora in de Amerika's en elders verenigen, hun zelfrespect vergroten en zwarte Amerikanen, Jamaicanen en anderen meer leren over hun culturele erfgoed. 
Ook streefde hij naar bevrijding (dekolonisatie) van het Afrikaanse continent, als thuis- en machtsbasis van alle zwarten wereldwijd. Hij streefde dan ook naar repatriëring naar Afrika.
Garvey was sceptisch over de gelijke rechten/integratie-focus van andere gekleurde leiders in de Verenigde Staten in die tijd, zoals W.E.B. Du Bois. Garvey meende dat blanken zwarten nooit echt zouden waarderen in wat ze als hun land zagen en pleitte daarom voor een zelfstandige zwarte natie in Afrika.
Via zijn Universal Negro Improvement Association (UNIA) en haar tijdschrift Negro World verspreidde hij zijn "black is beautiful"-ideaal met als doel de 'uplifting of the black people', zowel in Amerika (voornamelijk de VS en de Caraïben) als in Afrika. De UNIA kreeg veel leden in de VS, sommigen schatten zelfs miljoenen en werd zo de eerste zwarte massabeweging.
Op die manier stond Garvey aan het hoofd van de grootste zwartenbeweging van zijn tijd (“Garveyisme”) en meteen ook aan de basis van "a distinctive tradition of black thought and action within American history".

### Afdelingen van UNIA

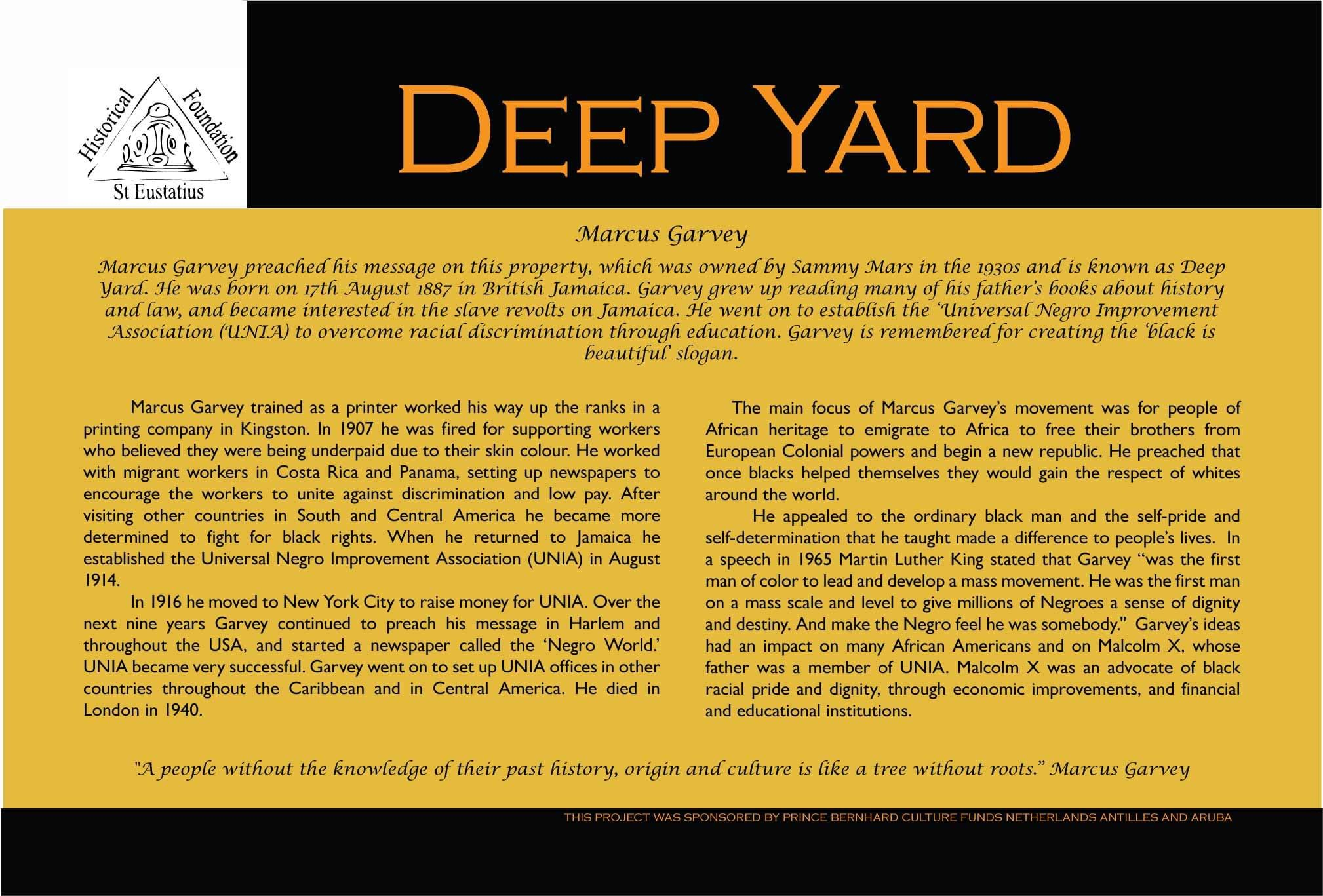
Gedenkplaat op de locatie Deep Yard op Sint Eustatius waar Marcus Garvey zijn boodschap predikte.

In 1924 bestonden er 1400 afzonderlijke aftakkingen van UNIA. Ze waren voornamelijk geconcentreerd in de Verenigde Staten en het Caribisch gebied (bijvoorbeeld Cuba, de Dominicaanse Republiek, Trinidad, Jamaica, Brits-Guyana, Suriname (opgericht door Rudolf Rijts), Curaçao, Aruba, Sint Maarten en Sint Eustatius. Afdelingen van UNIA waren er daarnaast in Zuid- en West-Afrika en één afdeling in Sydney, Australië. Volgers van Marcus Garvey werden "Garveyites" genoemd. Bekende Garveyites waren de broers Rudolf en Johannes Jordaan Rijts (Suriname), Thomas E. Duruo (1863-1949), Carlos Cooks (1913-1966), Melford Hazel, Jose H. Lake sr., en Lionel Bernard Scot (1897-1966) op Sint Maarten.

### Voortgang UNIA en latere periode
De UNIA werd af en toe geplaagd door interne incidenten en conflicten en door financiële problemen. Het ambitieuze Black Star Line-project, schepen in bezit van UNIA tussen de Amerika’s en Afrika, ook voor repatriëring, stuitte uiteindelijk op materiële en financiële tekorten. Daarnaast was er ook kritiek op Garvey van andere gekleurde leiders, zoals W.E.B. Du Bois.
Tevens werkte de overheid van de Verenigde Staten, alsmede de FBI onder leiding van J. Edgar Hoover, Garvey tegen. Echter, men vond eerst niets onwettelijks om de "lastpost" Garvey (die geen VS-paspoort had) op te kunnen pakken en uit te zetten. Dat lukte pas in een later stadium via een beschuldiging van "postfraude". Garvey werd hiervoor in 1923 tot vijf jaar gevangenisstraf veroordeeld.
In 1927 werd hij vrijgesproken en uitgezet naar Jamaica. Daar ondernam hij diverse activiteiten: hij richtte onder meer een politieke partij op en ook culturele centra. Hij ervoer in Jamaica evenwel tegenwerking en migreerde in 1935 naar de Britse hoofdstad Londen. Daar bleef hij actief, hoewel met verminderde invloed.
Uiteindelijk overleed hij in Londen in 1940 aan de gevolgen van een hersenbloeding.

## Invloed
De invloed van deze Jamaicaan is onontkenbaar in het gedachtegoed van de Black Panther Party, op de Rastafari-beweging in Garveys geboorteland Jamaica, maar ook op Martin Luther King en de Nation of Islam en Malcolm X. Ook was hij van invloed op onafhankelijkheidsstrijders, zoals Kwame Nkrumah in Ghana.
Wat betreft de (voormalige) Nederlandse koloniën is het gedocumenteerd, zoals door historicus Alex van Stipriaan, dat er ook in Suriname een vestiging van Garveys organisatie de UNIA was (in de jaren 20 van de 20e eeuw). Daarnaast was de bekende Surinaamse activist en schrijver Anton de Kom mede beïnvloed door Marcus Garvey's ideeën.

## Garvey en Rastafari
Garvey werd postuum door de Rastafari-gemeenschap verheven tot een profeet die de kroning van Haile Selassie I zou hebben voorspeld. Dit was in verband met een speech, uitspraken en ook een toneelstuk van Garvey, waarbij hij de kroning van een koning in Afrika voorspelde. Deze beloofde in Garveys visie de bevrijding van zwarten wereldwijd. Niet lang hierna, in 1930, werd Haile Selassie tot keizer van Ethiopië gekroond. Naast deze "profetie" prijzen de Rastafari-aanhangers Garvey om zijn vroege bevorderen van zwart zelfrespect, repatriëring en Afrikaanse eenheid. Garvey heeft zich echter nooit met de Rastafari-beweging geïdentificeerd, was opgevoed als methodist en bekeerde zich later tot het rooms-katholicisme.